# Incidente di Mudan
L'incidente di Mudan si riferisce all'uccisione, nel 1871, di 54 persone delle Isole Ryūkyū che si trovavano nella parte centrale di Formosa in seguito al naufragio della loro nave, avvenuta per mano di un gruppo di aborigeni taiwanesi. I 12 membri superstiti dell'equipaggio furono poi salvati dai Cinesi Han di Taiwan e riportati a Miyako. L'incidente causò una crisi diplomatica fra l'Impero cinese dei Qing, che governava Taiwan, e l'Impero giapponese, che riteneva gli abitanti del Regno delle Ryūkyū propri sudditi ed esigeva un risarcimento per il massacro. Avendo i Cinesi respinto la richiesta, nel 1874 i Giapponesi organizzarono una spedizione punitiva a Taiwan contro i responsabili, poi fallita. Alla fine, l'Impero giapponese vide comunque confermate le sue rivendicazioni di sovranità sulle Ryūkyū.

## La storia
Il 18 ottobre 1871, quattro navi che portavano le riscossioni della tassa capitaria (Nintouzei) dovuta da Okinawa del Regno delle Ryūkyū salparono da Naha per fare ritorno in patria. La flotta incontrò però un violento tifone: una delle navi scomparve, un'altra si salvò e continuò il suo viaggio, mentre le due rimanenti fecero naufragio su Taiwan, rispettivamente nell'estremità orientale ed occidentale dell'isola. La nave che raggiunse la parte ovest non ebbe problemi, mentre quella che approdò sulla costa orientale avrebbe subito un tragico destino.
Il 6 novembre l'equipaggio della nave sbarcò sull'estremità orientale di Taiwan: 3 persone morirono nel tentativo, mentre le altre 66 raggiunsero terra. Dopo un faticoso viaggio verso l'interno, l'8 novembre i superstiti, uomini e donne, raggiunsero il villaggio di Mudan della comunità degli indigeni Paiwan, che li presero prigionieri. Temendo per la loro sorte, i Ryukyuani il giorno dopo tentarono di fuggire, ma gli aborigeni li inseguirono e ne decapitatono ben 54. I 12 superstiti furono salvati dai Cinesi Han locali (in particolare da un certo Yoh Yuu Oh), che li curarono ed ospitarono per più di 40 giorni, calmando anche la collera degli aborigeni.
In seguito i superstiti furono accompagnati a Tainan, nel sud di Taiwan, da dove le autorità cinesi li fecero trasferire a Fuzhou, nella Cina continentale. Dopo circa sei mesi, infine, i Qing provvidero al loro ritorno in patria a Naha, dove giunsero il 7 giugno 1872.

## Le conseguenze

### La spedizione giapponese di Taiwan
All'epoca dell'incidente, l'Impero giapponese esercitava di fatto la sua sovranità sulle Isole Ryūkyū, sebbene questo fosse formalmente un regno indipendente. Così, nell'ottobre 1872, il Giappone chiese alla Cina un risarcimento per l'accaduto, nonché la punizione dei responsabili dell'eccidio. Nel maggio 1873, diplomatici giapponesi arrivarono a Pechino per sostenere le loro rivendicazioni, ma il governo Qing respinse immediatamente le richieste, con la motivazione che il Regno delle Ryūkyū era uno stato indipendente e non aveva niente a che fare con il Giappone. In realtà, il re di Ryūkyū Shō Tai, era stato spinto ad inviare una petizione formale a Tokyo, chiedendone l'intervento presso la corte Qing. Gli emissari nipponici, pertanto, rifiutarono di partire e insistettero affinché il governo cinese punisse quei "barbari di Taiwan".
Le autorità Qing spiegarono che c'erano due tipi di aborigeni a Taiwan: quelli governati direttamente dai Qing, e quelli non civilizzati, "rozzi barbari... fuori della portata della cultura cinese. Così non possono essere governati direttamente". Essi accennarono indirettamente al fatto che gli stranieri che viaggiavano nelle zone abitate dagli indigeni dovevano usare cautela. Taiwan rientrava certamente nella giurisdizione Qing, ma parte della popolazione aborigena di quell'isola non era ancora sotto l'influenza della cultura cinese. I Qing richiamarono anche casi analoghi in altre parti del mondo, in cui una popolazione aborigena all'interno di confini nazionali non era ancora completamente soggiogata dalla cultura dominante di quel paese.
A causa delle resistenze cinesi, nell'aprile 1874 i Giapponesi decisero di lanciare una spedizione militare di 3 000 uomini contro Taiwan. Con il pretesto di punire gli aborigeni Paiwan responsabili del massacro dei marinai delle Ryūkyū, il Giappone intendeva in realtà occupare l'isola di Taiwan, sulla quale aveva da tempo posato gli occhi, nel quadro della sua politica di espansione verso sud. La dinastia Qing reagì prontamente, inviando truppe nel mese di maggio per rinforzare la difesa di Taiwan. Nel corso della missione, vi furono una serie di scontri con i Paiwan, nei quali morirono circa 30 indigeni e 543 soldati nipponici (di cui 531 per malattia e solo 12 in battaglia). Alla fine dell'anno, il governo del Giappone decise di ritirare le sue forze, essendosi reso conto di non essere ancora pronto per una guerra contro la Cina.

### La fine del Regno delle Ryūkyū
Il Regno delle Ryūkyū era originariamente uno stato tributario dell'Impero cinese. Invaso nel 1609 dai feudatari giapponesi di Satsuma con il beneplacito dello shogunato Tokugawa, riacquistò in seguito un certo grado di autonomia, ma divenne contemporaneamente vassallo sia del daimyō di Satsuma che dell'Imperatore della Cina (prima della dinastia Ming e poi della dinastia Qing). Di fatto, il regno continuò ad essere controllato dai Giapponesi, che se ne servirono come intermediario per i commerci con la Cina durante l'isolamento dello shogunato Tokugawa.
In seguito alla Restaurazione Meiji del 1868 e all'abolizione del sistema dei domini feudali (han) quattro anni dopo, la relazione del Regno delle Ryūkyū con l'ex dominio di Satsuma (ora prefettura di Kagoshima) e con l'Impero giapponese era divenuta incerta e oggetto di controversie tra varie fazioni all'interno del nuovo governo centrale.
L'incidente di Mudan, la conseguente controversia diplomatica con la Cina ed infine la spedizione militare a Taiwan riaccesero l'attenzione sulla questione del regno e sulla necessità di chiarirne definitivamente lo status. Così, dopo alterne vicende ed un lungo braccio di ferro diplomatico con il re di Ryūkyū Shō Tai, l'11 ottobre 1879 il governo giapponese proclamò l'abolizione del Regno delle Ryūkyū, annettendo formalmente le isole al Giappone come nuova prefettura di Okinawa.